# 어젯밤 카레, 내일의 빵
《어젯밤 카레, 내일의 빵》(일본어: 昨夜のカレー、明日のパン)은 일본의 각본가 키자라 이즈미의 소설이다. 키자라의 첫 소설이며, 제27회 야마모토 슈고로상 후보작, 제11회 서점 대상에서 2위를 차지했다.

## 등장인물
테라야마 테츠코 (테츠코)
본작의 주인공.
테라야마 렌타로 (시부)
본작의 또 한명의 주인공.
이와이 상
테츠코의 회사 동료로, 연인.
테라야마 카즈키
렌타로와 유코의 외아들로, 테츠코의 남편.
오다 타카라 (타카라)
테라야마가(家)의 이웃집에 사는, 카즈키의 소꿉친구.
오가와 사토코 (스승님)
테츠코의 친구. 등산녀. 렌타로의 등산에 동행한다.
토라오
카즈키의 사촌 남동생.
테라야마 유코
렌타로의 아내.
여자 아이
초등학교 5학년.
카토 상
유코가 일하고 있던 회사의 선배.
오오 짱
토라오의 약혼자.
사카이 군
타카라의 중학교 시절 동급생.
후카츠
타카라의 중학교 시절 동급생.
쿠로고치
타카라의 객실 승무원 시절 후배.

## 텔레비전 드라마
2014년 10월 5일부터 11월 16일까지 NHK BS 프리미엄에서 매주 일요일 22:00 ~ 22:49(〈프리미엄 드라마〉 시간대)에 방송되었다. 촬영은 7월부터 9월에 걸쳐 실시되었다. 주연은 나카 리이사.

### 캐스트
- 테츠코 (테라야마 테츠코) - 나카 리이사
- 시부 (테라야마 렌타로) - 카가 타케시
- 이와이 상 (이와이 마사하루) - 미조바타 준페이
- 테라야마 카즈키 - 호시노 겐 (어린 시절:나카노 하루토/소년 시절:아키마 쇼타)
- 무무무 (오다 타카라) - 미무라 (어린 시절:쿠리모토 유키)
- 아키야마 아사코 - 카타기리 하이리
- 테라야마 유코 - 미호 준
- 오다 카즈마사 - 오구라 이치로
- 오다 미유키 - 츠츠이 마리코
- 기다리에 (야나기다 리에코) - 오노 유리코
- 타케우치 토라오 - 카쿠 켄토
- 산 걸 (오가와 사토코) - 요시다 요
- 사카이 군 (사카이 료이치) - 후쿠시 세이지

#### 게스트
제1화
- 상사 - 마키타 스포츠 (제2·5·최종화)

제2화
- 쿠로코치 준코 - 노무라 마스미
- 의사 - 호리후미 아키

제4화
- 후캇찡 (후카츠) - 쵸 타미야스 (제5 ~ 최종화)
- 세리자와 - 쿠리하라 루이

제5화
- 마리에 - 마키타 아쥬
- 이와이의 동료 - 소노다 레오나 (최종화)

제6화
- 이와이 후유히코 - 미조바타 준페이 (2역)
- 사사야마 오키노부 - 슈쿠가와 아톰 (최종화)
- 오오사키 토모코 - 후지모토 이즈미 (최종화)
- 후지코 - 마리야 토모코 (최종화)

최종화
- 노상 코토바시 - 호시노 겐 (2역)

### 스태프
- 원작·각본 - 키자라 이즈미
- 음악 - 아난 료코
- 연출 - 모바라 유지, 아베 마사카즈, 사사키 쇼타
- 주제가 - 프린세스 프린세스 〈M〉 (CBS 소니)
- 요리 감수 - 타카야마 나오미
- 사진 제공 - J리그 포토
- 제작 통괄 - 이소 토모아키 (NHK), 나카야마 케이코 (FCC)
- 제작 저작 - NHK, FCC

### 방송 일자
| 각 화  | 방송일          | 부제            | 연출          |
| ------ | --------------- | --------------- | ------------- |
| 제1화  | 2014년 10월 5일 | 태풍과 쿠스다마 | 모바라 유지   |
| 제2화  | 10월 12일       | 별과 눈사람     | 아베 마사카즈 |
| 제3화  | 10월 19일       | 산과 엘리베이터 | 사사키 쇼타   |
| 제4화  | 10월 26일       | 유령과 △        | 모바라 유지   |
| 제5화  | 11월 2일        | 카드와 십수     | 사사키 쇼타   |
| 제6화  | 11월 9일        | 개미와 여자     | 모바라 유지   |
| 최종화 | 11월 16일       | 밥과 은행       | 모바라 유지   |

| NHK BS 프리미엄 프리미엄 드라마             | NHK BS 프리미엄 프리미엄 드라마                   | NHK BS 프리미엄 프리미엄 드라마                                            |
| 이전 작품                                   | 작품명                                            | 다음 작품                                                                  |
| ------------------------------------------- | ------------------------------------------------- | -------------------------------------------------------------------------- |
| 어떻게 좀 안될까요 2 (2014.8.3 ~ 2014.9.21) | 어젯밤의 카레, 내일의 빵 (2014.10.5 ~ 2014.11.16) | 샛별의 사랑 ~천재 만담가 요코야마 야스시와 아내~ (2014.11.23 ~ 2014.11.30) |